# اکورامبودا
اکورامبودا (به لاتین: Akuramboda) یک منطقهٔ مسکونی در سری‌لانکا است که در استان مرکزی (سری‌لانکا) واقع شده‌است.